# Metriopelia
Metriopelia là một chi chim trong họ Columbidae.